# 長澤茉里奈
長澤 茉里奈（ながさわ まりな、1995年〈平成7年〉10月8日 - ）は、日本のグラビアアイドル、タレント、女優、プロ雀士。放課後プリンセスの元メンバー。愛称は、まりちゅう。埼玉県熊谷市出身。TRUSTAR所属。

## 略歴

### 放課後プリンセス時代
2013年7月、放課後プリンセス5期候補生見習いとして加入、同年10月12日候補生に昇格。しかし、ルール違反があったとして候補生見習いに降格の上、2014年8月29日解雇処分となる。
ただし、グッズ販売などのスタッフとして働くことを条件に今後オーディションを受け直すことは可能としていたため、2015年2月18日に候補生見習いとして復帰。この日始動した下部ユニット「放プリユース」として活動した。
事務所代表の大郷剛が選考委員を務める講談社主催のミスiD2016に応募し、選考委員による最終選考を前に一般投票1位でミスiD2016を獲得。自己PR動画のコメント欄では特にロシアからのコメントが目立ったという。
2016年8月7日、TOKYO IDOL FESTIVAL 2016会場にて放課後プリンセスに昇格したことを発表。同年9月22日載冠式が行われたが、12月14日に年内での脱退を発表。12月31日をもって事務所からも退所し、一時、芸能活動から身を引いた。

### ソロ活動
2017年5月1日、自身のTwitterで活動再開を宣言し、ヴィズミックに所属することを発表。その後ヴィズミックのタレントマネジメント事業廃止に伴い、2019年から現在のTRUSTAR所属となっている。
2020年4月1日には自身のYouTubeチャンネル「まりちゅー部」を開設。チャンネル登録者数は2025年2月時点で9万人に達している。
2021年3月29日、自身のSNS、YouTubeチャンネル「まりちゅー部」にて、日本プロ麻雀協会20期前期のプロテストに合格し麻雀プロとなったことを明らかにした。
2021年3月30日発売の『週刊FLASH』（2021年4月13日号）にて、実妹である長澤聖愛とグラビア初共演を果たす。
2021年5月13日、セルフプロデュースによる「完全版"合法ロリ巨乳"写真集」の制作をめざしクラウドファンディングを開始。1か月で1000万円を超える支援金額を達成。10月25日、『合法。』のタイトルで発売。

## 人物
- 高校生の時に全国で16万人のクルーが参加していた、当時のアルバイト先であったマクドナルド接客大会の埼玉大会で2年連続優勝したことがある[21]。
- キャッチコピーは「合法ロリ巨乳」[22][23]。童顔のツインテールという少女のような容姿に対してFカップのナイスバディというギャップが本人の売りである[24]。未成年と間違えられ、夜間外出の際には警察に補導されそうになったり、利用する店舗で年齢確認されることがあった（2017年の本人談）[25]。
- 少女のような外見とは裏腹に、好物はラーメン、酒（特にビール）、焼き小籠包、激辛料理。趣味は麻雀（雀荘を経営するのが夢）、映画『スターウォーズ』の鑑賞（出演するのが将来の目標）、年下のアイドルウォッチなどで、長澤は「私は中味は“オヤジ”ですから」と発言している[24][26]。
- 麻雀好きとしても知られる[27]。
- 麻雀遊戯王にて公開された「第1回知る無濱王」で優勝している[28][29]。
- 妹の聖愛とは先述のFLASHの他、『フォトテクニックデジタル』2021年7月号でもグラビア共演している[動画 3]。
- 放プリユース時代の同僚だった河村澪[注 1]とは現在でも親交が深い[32]。

## 作品

### イメージDVD
※太字タイトルはBD版同時発売
- 見習いプリンセス（2015年4月22日、イーネット・フロンティア）[33]
- ピュア・スマイル（2015年10月23日、竹書房）[34]
- まりちゅう日和（2016年2月19日、竹書房）[35]
- まりちゅうに夢中（2016年5月20日、ラインコミュニケーションズ）[36][37]
- まりな～ず伝説（2016年11月5日、イーネット・フロンティア）[38]
- まりな だって好きなんだもん♥（2017年10月20日、イーネット・フロンティア）[39][40]
- まりChuu♥（2018年7月20日、イーネット・フロンティア）[41][42][43]
- Lolita Complex（2019年12月20日、竹書房）[44][45]
- まりちゅうにChu♡（2023年9月22日、リバプール）[46][47]
- まりちゅうと夏休み！（2024年8月20日、ラインコミュニケーションズ）[48][49]
- まりちゅうトキメキちゅう（2025年2月25日、エアーコントロール）[50][51]

### 一般DVD
- 月刊エンタメ! 2016年7月号応募者全員サービス オリジナルDVD（2016年7月、徳間書店）
- アサ芸シークレット Vol.55 応募者全員サービス オリジナルDVD（2018年12月4日、徳間書店）
- 怪談好きが集まるBAR REQUIEM（2022年2月2日、AMGエンタテインメント）

## 出版

### 写真集
- ミスiD公式フォトブック わたしだけがいない世界。〈ミスiD 2016〉入賞者:全14人（2016年7月1日、メタブレーン、撮影:青山裕企）ISBN 978-4905239499
- 20歳の約束（2016年9月25日、ワニブックス、撮影:井ノ元浩二）ISBN 978-4847048654
- glows.（2017年1月30日、KADOKAWA、撮影:サトウテツオ）ISBN 978-4047345058
- ポッチポッチ:イケナイ・スイッチ（2018年6月12日、小学館、撮影:LUCKMAN）ISBN 978-4096822715
- グッバイロリータ（2019年11月15日、小学館、撮影:二階堂ふみ[52]）ISBN 978-4096823132
- 合法。（2021年10月25日、ナガサワ出版、撮影:吉田裕之）[18][19][20]ISBN 978-4991223303 - 初！長澤茉里奈セルフプロデュース ※クラウドファンディングにより制作。
- 長澤茉里奈 X 長澤聖愛　W pocchi （2022年11月18日、小学館、撮影:LUCKMAN）ISBN 978-4096824177
- PIN-UP GIRLS SELECTION 3 今野杏南・清水あいり・長澤茉里奈 ほか 全9名（2023年11月10日、トランスワールドジャパン）ISBN 978-4862563767

### デジタル写真集
- 新乳生いらっしゃ～い 中井優希・芹沢潤・長澤茉里奈・和地つかさ・橋本梨菜 全5名 - デジタル週プレ写真集（2015年7月17日、集英社）
- 合法ロリ巨乳、ギリギリセーフ!? それともアウトか!? - デジタル週プレ写真集（2016年5月27日、集英社）
- まりちゅうに夢中 Idol Line（2016年7月22日、ラインコミュニケーションズ）
- まりちゅうスマイル - Bamboo e-Book（2017年6月1日、竹書房）
- ピュア美少女登場 - Bamboo e-Book（2017年6月1日、竹書房）
- 奇跡のプロポーション - Bamboo e-Book（2017年6月1日、竹書房）
- 三つ編みスマイル - Bamboo e-Book（2017年10月1日、竹書房）
- 一緒におフロ - Bamboo e-Book（2017年10月1日、竹書房）
- ナイショの放課後 - Bamboo e-Book（2017年10月1日、竹書房）
- 秋空デート - Bamboo e-Book（2017年10月1日、竹書房）
- 帰ってきた合法ロリ巨乳！！ 罪悪感 - 週プレPHOTO BOOK（2017年12月22日、集英社、撮影:小塚毅之）
- pocchi2 - スピ/サン グラビアフォトブック（2019年3月15日、小学館、撮影:LUCKMAN）
- 官能天使まりちゅう - FRIDAYデジタル写真集（講談社、撮影:LUCKMAN）
  - vol．1 sweet heart（2020年3月6日、講談社、撮影:LUCKMAN）
  - vol．2 ガールフレンド（2020年3月6日、講談社、撮影:LUCKMAN）
  - MEGA完全版（2020年3月6日、講談社、撮影:LUCKMAN）
- 長澤茉里奈フェチグラビア「まりちゅうにカンパイ！」（2020年9月29日、白泉社、撮影:中山雅文）
- まりちゅうイーツのお届けでーす！ - FRIDAYデジタル写真集（講談社、撮影:矢西誠二）
  - まりちゅうイーツのお届けでーす！（2021年3月31日）
  - 完全版 まりちゅうイーツのお届けでーす！（2021年3月31日）
- まりちゅうと秘密のお泊り - FRIDAYデジタル写真集（2021年3月31日、講談社、撮影:矢西誠二）
- 長澤姉妹 茉里奈・聖愛 お姉ちゃんが教えてあげる！ -FLASHデジタル写真集（2021年5月28日、光文社、撮影:藤本和典)
- 「合法ロリ」ふたたび - EX大衆デジタル写真集:25（2022年3月15日、双葉社、撮影:関純一)
- 子どもっぽいまりちゅうと大人っぽいまりちゅう、どっちが本当のまりちゅうなんだろう？ - EX大衆デジタル写真集:29（2022年7月28日、双葉社、撮影:佐藤佑一)
- 国士無双級の女 - 漫画アクションデジタル写真集（2022年8月19日、双葉社、撮影:YOROKOBI)
- 長澤茉里奈 まりちゅうに夢中 Masterpiece #011 長澤茉里奈・朝倉恵梨奈・小間千代・寺田安裕香・西永彩奈・階戸瑠李 全6名（2022年9月9日、ドラゴンフライブック)
- まりちゅうといっしょ - デジタル限定 GJ PHOTO BOOK（2022年9月21日、集英社、撮影:坂本陽)
- 長澤茉里奈×らーめん再遊記 Ramarina - スペリオールデジタル写真集（2022年10月28日、小学館、撮影:西條彰仁)
- 長澤茉里奈 X 長澤聖愛　W pocchi アナザーエディション（2023年7月3日、小学館、撮影:LUCKMAN)
- 合法かよ！ - EX大衆デジタル写真集:51（2023年9月14日、双葉社、撮影:LUCKMAN)
- ありったけ。 豪華100カット超完全版 - FRIDAYデジタル写真集（2023年10月27日、講談社、撮影:鈴木ゴータ)
- ピタッとくっついて - SPA！デジタル写真集（2023年11月10日、扶桑社、撮影:桑島智輝)
- はじめてのまりチュウ - sabra net e-Book（小学館、編集:sabra net編集部)
  - 長澤茉里奈 1（2024年1月5日)
  - 長澤茉里奈 2（2024年1月5日)
  - 長澤茉里奈 3（2024年1月5日)
  - 長澤茉里奈 4（2024年1月5日)
  - 長澤茉里奈 COVER DX（2024年1月5日)
- はじめてのまりチュウ 2  - sabra net e-Book（小学館、編集:sabra net編集部)
  - 長澤茉里奈 5（2024年2月9日)
  - 長澤茉里奈 6（2024年2月9日)
  - 長澤茉里奈 DX（2024年2月9日)
- 長澤茉里奈 Vol.1 - Exciting Girls デジタル写真集（2024年2月16日、文友舎、撮影:前村竜二)
- 長澤茉里奈 Vol.2 - Exciting Girls デジタル写真集（2024年2月16日、文友舎、撮影:前村竜二)

### 雑誌
- 月刊キスカ 2016年2月号（2016年1月8日、竹書房） - 付録DVD 最前線グラビアアイドル 28人 70分
- 月刊キスカ 2016年5月号（2016年4月8日、竹書房） - 付録DVD グラビアアイドル34人70分
- ヤングチャンピオン 2016年9号（2016年4月12日、秋田書店） - 付録DVD ヤングチャンピオン presents 2016 DVD Vol.2 ヒット・アイドル・ムービーズ
- 月刊キスカ 2016年10月号（2016年9月18日、竹書房） - 付録DVD グラビアアイドル38人70分
- ヤングガンガン 10月7日号 No.19（2016年10月7日、スクウェア・エニックス） - 付録DVD YG venus collection 2016 SUMMER→AUTUMN
- GIRLS-PEDIA 2017 SPRING（2017年2月14日、エンターブレイン/KADOKAWA）
- ヤングアニマル No.14 2017年7月28日号（2017年7月14日、白泉社） - 付録DVD 長澤茉里奈・大原優乃 YA Special Photo Book
- Arms MAGAZINE 2017年11月号（2017年9月27日、ホビージャパン） - 付録 長澤茉里奈:両面カラーBIGポスター
- blt graph. vol.27（2018年1月17日、東京ニュース通信社）
- グラビアザテレビジョン feat.（2018年4月3日、KADOKAWA）
- blt graph. vol.39（2019年1月17日、東京ニュース通信社）
- PEACE COMBAT VOL.32 2019年9月号（2019年7月26日、トランスワールドジャパン） - 表紙:長澤茉里奈
- グラビア アーカイブス2020（2020年1月17日、玄光社）
- 月刊キスカ 2020年3月号（2020年2月7日、竹書房） - 付録DVD 春の息吹感じさせる、ハツラツ美女がやってくる 最新美麗グラビアアイドル 77分15人
- フォトテクニックデジタル 2021年7月号（玄光社） - 表紙:長澤茉里奈＆長澤聖愛
- フォトテクニックデジタル別冊 グラビアアーカイブス2022（2021年12月14日、竹書房）
- グランドジャンプ 2022年GJ5号（2022年2月2日、集英社） - 付録DVD GRAND JAMP DVD vol.14 撮り下ろし26分収録!! 小柄でキュートなFカップ奥さんとわくわく新生活!! [マリッジグレー]×長澤茉里奈 茉里奈色の新婚生活編
- EX大衆特別編集 Sweet Girls vol.1（2022年5月23日、双葉社）
- グランドジャンプ 2023年GJめちゃ2月号（2023年1月24日、集英社） - 付録DVD GRAND JAMP DVD vol.23 めちゃたわわな特別ベスト盤・童顔婚スペシャル傑作選 東雲うみ・長澤茉里奈

### カレンダー
- 長澤茉里奈 2017年カレンダー（2016年10月29日、トライエックス）
- 長澤茉里奈 スクールカレンダー2018.04 》2019.03（2018年4月29日、ウィズミック）※A2判と卓上カレンダーの2種類
- 長澤茉里奈 2025年カレンダー（2024年11月16日、わくわく製作所）

### トレーディングカード
- 長澤茉里奈 ファースト・トレーディングカード（2023年4月8日、ヒッツ）[53][54]
- 長澤茉里奈 Vol.2 トレーディングカード（2024年4月20日、ヒッツ）[55][56]
- 長澤茉里奈 Vol.3 トレーディングカード（2025年5月31日、ヒッツ）[57][58]

## 出演

### テレビドラマ
- 咲-Saki-（2016年12月5日 - 12月26日、MBS・2016年12月7日 - 12月28日、TBS）- 妹尾佳織 役
  - 特別編（2017年1月8日、MBS・TBS） - 妹尾佳織 役
- 人狼ゲーム ロストエデン（2018年1月16日 - 3月20日、テレビ埼玉）- モニター内の生徒 役
- 覚悟はいいかそこの女子（2018年6月25日 - 7月2日、MBS・2018年6月27日 - 7月4日、TBS）- クラスメイト 役
- ぞくり。2（2018年7月23日、TOKYO MX）

### テレビバラエティ
- 女流雀士 プロアマNo.1決定戦 てんパイクイーン（テレ朝チャンネル2）
  - シーズン5（2019年12月6日 - 2020年4月24日）
  - シーズン6（2020年11月27日 - 2021年3月27日）
- 塚田けんぢのみんなのラーメン（2021年5月～、INC長野ケーブルテレビ） - アシスタント[59]
- アイドル鬼ごっこ2023！～わたし、本気出してもいいですか～（2023年4月21日、GAORA SPORTS）[60][61]

### ウェブドラマ
- 私、やりますって! 第5話 - 第7話（2017年12月25日 - 2018年1月15日、ファミリー劇場CLUB）- 長澤茉里奈 役[62]
- 少女ピカレスク（2018年6月23日先行上映 / 8月14日配信開始、ファミリー劇場CLUB）- 日菜子 役

### 映画
- 咲-Saki-（2017年2月3日公開、プレシディオ）監督:小沼雄一　- 妹尾佳織 役[63]
- 少女ピカレスク（2018年6月23日公開、東北新社）監督:井口昇　- 日菜子 役 ※特別先行上映として2週間限定で劇場公開された[64]。
- ノーマーク爆牌党（2018年10月27日公開、AMGエンタテインメント/ノーマーク爆牌党制作委員会）監督:富澤昭文 - 九蓮宝燈美 役[65]
- スリーアウト！-プレイボール篇-（2019年6月22日公開、ココロヲ・動かす・映画社○）監督:諸江亮 [66][67]
- 白と黒の同窓会（2019年11月16日公開、ミカタ・エンタテインメント）監督:躰中洋蔵 [68]
- TURNING POINT（2022年4月9日 - 10日、エンタメイティブ株式会社）- 元木真由美 役 [69]

### オリジナルビデオ
- 夜話 投稿実話物語「ぞくり」（2018年4月3日、「ぞくり」製作委員会 (有)十影堂エンターテイメント）

### 舞台
- 朗読劇「あっくんとカノジョ〜松尾真砂の日常〜」（2018年10月25日・26日、科学技術館）- 荘千穂 役
- 朗読劇 Greif（2019年4月25日 - 28日、千本桜ホール） - 主演[70]
- あの子がいつまで女の子だったのか（2019年8月11日、「劇」小劇場）[71]
- 勇者セイヤンの物語（仮）（2019年10月24日 - 28日、シアター1010）[72]
- 湘南美容クリニック presents ミュージカル「クリスマスキャロル2019」（2019年12月11日 - 15日、東京キネマ倶楽部 / 12月24日・25日、味園ユニバース）- マリナ　役[73][74]
- 舞台『キミと僕の最後の戦場、 あるいは世界が始まる聖戦』（2022年10月20日 - 24日、シアター1010 / 11月10日 - 13日、COOL JAPAN PARK OSAKA TTホール） - ミスミス 役[75]
- 舞台「アキバ冥途戦争 ～浪速喰い倒れ狂騒曲～」（2023年9月6日 - 10日、博品館劇場） - ゆめち 役[76]

### インターネットTV
- AbemaTVナビ（2016年10月3日 - 2017年3月、AbemaTV）- 月曜MC
- まりちゅう育成中 長澤茉里奈チャンネル（2017年6月8日 - 10月26日、Fresh TV）
- 麻雀最強戦2018（2018年、AbemaTV）- 8代目アシスタント[77]
- ひかちゅうのイケナイことしましょ（2018年3月16日 - 4月19日、ニコニコ動画）- 進行
- ひかちゅうの今日どうする（2018年9月6日 - 、ニコニコ動画）- 進行
- アカデミックピロートーク（2018年10月27日 - 、YouTube Never ending TV）- 進行担当（長澤の単独出演）
- WINTICKET ミッドナイト競輪（2019年4月 ‐ 、AbemaTV）- 日替わり出演者の一人
- ALL STAR League スペシャルマッチ（2019年5月29日・30日、AbemaTV）[78]
- 新春オールスター麻雀大会2020（2020年1月2日・3日、AbemaTV ※テレビ朝日でも一部放送）[79]

### ラジオ
- しずる村上のWALK THIS 麺（2020年12月13日[80] - 2020年12月20日、Audee）
- よゐこ有野のノーギャラジオ（2022年1月29日、MBSラジオ）[81]
- 長澤茉里奈・関根ささらのご褒美ラジオ（2022年3月26日、MBSラジオ）※よゐこ有野のノーギャラジオ特典番組[82][83]

### CM
- トレンドサプリ（2018年9月8日 - 、札幌テレビ放送）- ナビゲーター

### WEB CM
- SEGA「セガNET麻雀MJ」（2017年11月24日）
- ドラゴンクエストVR WEBムービー（2018年4月20日）- メイド 役

### ミュージックビデオ
- リーガルリリー「うつくしいひと」（2018年6月29日、3rd mini album『the Telephone』収録）

## その他

### 雑誌連載
- 月刊driver「クルマdeアクティビティ!! GO!GO! まりちゅう」（2017年12月20日 - 2018年12月20日、八重洲出版）

### パチスロ
- ラブ嬢3〜Wご指名はいかがですか？〜（2023年12月、アムテックス）[84]

### イベント
- 週末のハーレム（2018年3月17日、集英社） - 川崎あや、倉持由香、青山ひかる、RaMu、菜乃花との合同撮影会[85]